# Kacudó šašin

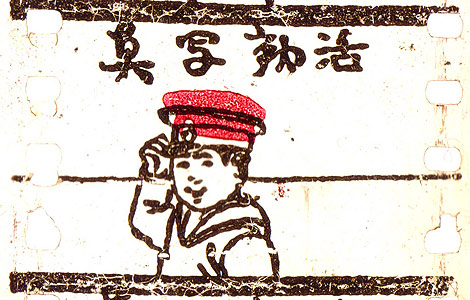
Snímek třísekundového filmu Kacudó šašin, autor a datum vzniku nejsou známy

Kacudó šašin (japonsky 活動写真, v překladu „pohybující se fotografie“), nazývaný též Macumotský fragment (japonsky 松本フラグメント, Macumoto furagumento), je japonský animovaný filmový pás, který je považován za nejstarší známé animované dílo z Japonska. Jeho autor a datum vzniku nejsou známy; dle předpokladů byl vytvořen před rokem 1912, čímž by svým stářím předčil prvotní západní animované filmy, které byly v Japonsku promítány. Dílo bylo nalezeno v roce 2005 ve sbírce filmů a projektorů v Kjótu.

## Popis
Kacudó šašin je sérií padesáti kreslených snímků zachycených na celuloidovém pásu; celá sekvence trvá tři sekundy při šestnácti snímcích za sekundu. Vyobrazuje chlapce v námořnické uniformě, který napíše 活動写真 (Kacudó šašin), poté si sundá čepici a nakonec se otočí k divákovi a ukloní. Film byl pojmenován podle slov, která chlapec píše; původní název se nedochoval.
Zatímco tradiční animační technika pracuje s fotografiemi kreslených snímků, v případě Kacudó šašin byly jednotlivé snímky do filmu vtisknuty pomocí šablon s pomocí zařízení zvaného kappa-ban obvykle využívaného k šablonování snímků pro laternu magiku. Použitá technika je postřehnutelná zejména v nekonzistentním umístění červeně vybarvené plochy. Snímky byly vtisknuty na 35mm film, jehož konce byly následně spojeny pro nepřetržité přehrávání. Pás se v průběhu času zmenšil na velikost 33,5 mm.

## Pozadí
Rané tištěné animované filmy pro optické hračky, jako je například zoetrope, vznikaly dříve než běžně promítané filmy. Německý výrobce hraček Gebrüder Bing představil na norimberském festivalu hraček v roce 1898 svůj kinematograf, načež začali podobná zařízení vyrábět další výrobci hraček. Tvorba hraných filmů pro tento druh zařízení byla značně nákladná, tudíž byly, podle předpokladů, v prodeji rovněž animované filmy, jež mohly pocházet z roku 1898 nebo dříve. Tyto filmy mohly být upevněny ve smyčkách pro nepřetržité přehrávání. Německé kinematografy byly v Japonsku k dostání již v roce 1904 nebo dříve a filmy pro ně nejspíše obsahovaly animované smyčky.

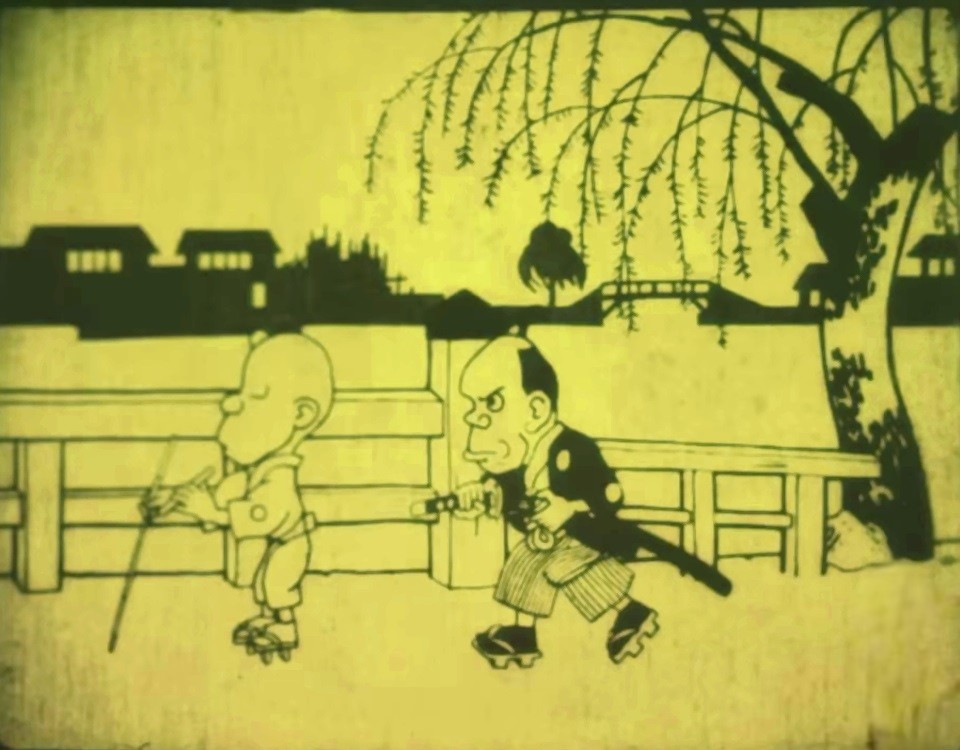
Japonské animované filmy, jako je Namakura gatana od Džun’ičiho Kóučiho, se v kinech začaly objevovat v roce 1917

Technologie promítání filmu byla do Japonska importována ze Západu mezi lety 1896 a 1897. Prvním dochovaným zahraničním animovaným snímkem, jenž byl v japonských kinech promítán a jenž lze přesně datovat, byl Les Exploits de Feu Follet (japonsky ニッパルの変形, Nipparu no henkei) francouzského animátora Émila Cohla z roku 1911. Premiéru měl 15. dubna 1912 v Tokiu.  roce 1917 byly na japonských plátnech promítány první animované filmy od Ótena Šimokawy, Seitaróa Kitajamy a Džun’ičiho Kóučiho. Ve své původní podobě se filmy nedochovaly, několik z nich však bylo nalezeno ve verzi „hračkových filmů“ (玩具, gangu) určených pro ruční projektory. Nejstarším takovým dochovaným filmem je Hanawa Hekonai meitó no maki (塙凹内名刀之巻, „Filmová páska proslulého meče Hanawy Hekonaie“) z roku 1917, který je ve své domácí verzi nazýván Namakura gatana.
Během rusko-japonské války, která probíhala mezi roky 1904 a 1905, začaly být v denících, např. Asahi šimbun a Jomiuri šimbun, zveřejňovány inzeráty japonských prodejců nabízejících promítací zařízení a zahraniční filmy. V těchto letech došlo zároveň k velkému poklesu cen celuloidů, což společně se vzrůstající popularitou kinematografie umožnilo výrobu filmů také menším společnostem.

## Objevení
V prosinci 2004 kontaktoval Nacukiho Macumota (松本 夏樹, * 1952), experta na ikonografii z Ósacké univerzity umění, kjótský prodejce, který získal od staré rodiny z Kjóta sbírku filmů a projektorů; Macumoto si sbírku přijel vyzvednout následující měsíc. Sbírka obsahovala tři projektory, jedenáct 35mm filmů a třináct skleněných diapozitivů pro laternu magiku.
Ve sbírce Macumoto objevil film Kacudó šašin, filmový pás byl však ve špatném stavu. Nalezl v ní také tři animované filmy západní a německé výroby, jimiž se tvůrce snímku Kacudó šašin pravděpodobně inspiroval. Dle dat výroby nalezených projektorů Macumoto a historik animace Nobujuki Cugata (津堅 信之, * 1968) usoudili, že film byl nejspíše vyroben na konci období Meidži (1868–1912). Historik Frederick S. Litten odhadl vznik filmu na rok 1907 a vyjádřil se, že „je nepravděpodobné, že by byl film vyroben před rokem 1905 nebo po roce 1912“. V daném období v Japonsku nebyla kina běžná a důkazy naznačují, že byl Kacudó šašin masově vyráběn pro bohaté majitele domácích projektorů. Tvůrce filmového pásu zůstává neznámý. Podle Macumota se mohlo jednat o menší společnost, protože provedení bylo relativně nízké kvality a byla při něm využita levná tiskařská technika.
Objevení sbírky bylo rozsáhle pokryto japonskými médii. Vzhledem k odhadovanému datu vzniku je film podobně starý jako nebo starší než tvorba Émila Cohla a amerických animátorů J. Stuarta Blacktona a Winsora McCaye. Deník Asahi šimbun uznal důležitost objevu animace z období Meidži, vyjádřil však výhrady k zařazení filmu do genealogie japonské animace. V souvislosti se zahraniční, tedy americkou a francouzskou, tvorbou napsal: „Je kontroverzní, že by se měl nově nalezený film v současném smyslu vůbec nazývat animovaným.“